# Сигиберт от Кьолн
Сигиберт Куция (на немски: Sigibert von Köln, der Lahme; на френски: Sigebert le Boiteux; † убит ок. 509 г.) е крал на франките до 509 г. в Кьолн и в части от Рейнланд (Австразия).

## Управление
През 496 или 497 г. побеждава с рипуарските франки в битката при Цюлпих, с помощта на салическите франки с крал Хлодвиг I, нападналите ги алемани. В битката Сигиберт е ранен на коляното и затова носи и името Куция (der Lahme).
Според историческото произведение Decem libri historiarum на Григорий Турски крал Хлодвиг I накарва сина на Сигиберт Хлодерих да убие баща си (Григ. Тур. II. 40). Той наистина го убива и е за малко време негов наследник. Малко по-късно Хлодвиг го обявява за убиец и нарежда неговото убийство, въпреки че Хлодерих по-рано му помогнал в битка против вестготите. След това Хлодвиг е издигнат за крал и на рипуарските франки.